# 信州博覧会
信州博覧会（しんしゅうはくらんかい）、通称信州博（しんしゅうはく）は、長野県松本市の松本平広域公園（信州スカイパーク）で1993年7月17日から9月26日まで開催された地方博覧会。

## 概要
テーマは「豊かな心の交遊と創造」。

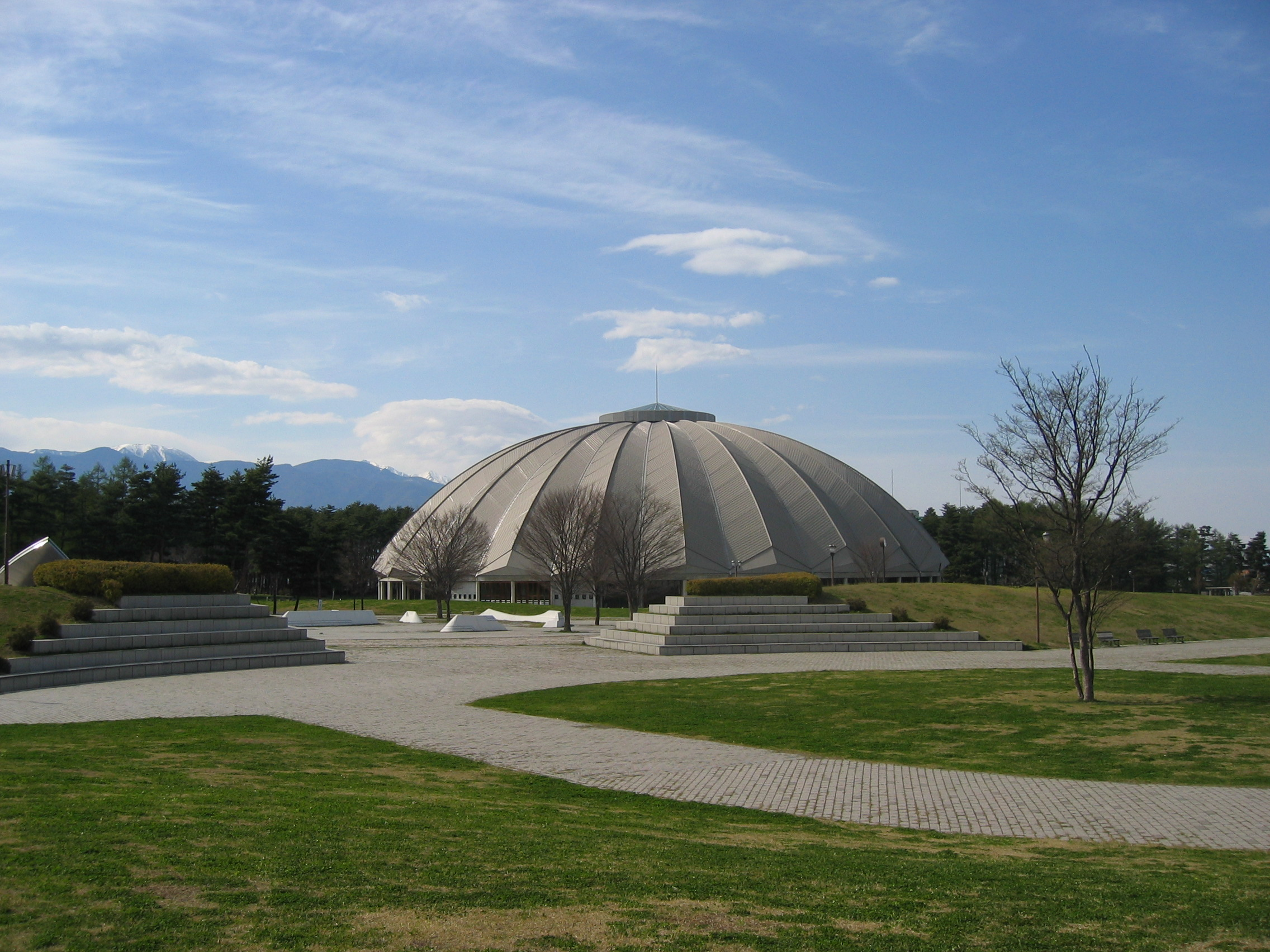
やまびこドーム

会場のシンボルは「グローバルドーム」（現在はやまびこドーム）、マスコットキャラクターは「アルピー」。
長野県内の各地域が松本広域館、長野広域館、上伊那広域館など地域ごとに分かれて地元の物産などを出展した。
また、地元企業の出展やジェットコースター、観覧車などのアトラクションなどもあった。
人気パビリオンはアルプスシンフォニーをテーマにした長野県館で、IMAXの映像で長野県を紹介、久石譲が音楽を担当した。
博覧会開催期間中にジェットコースターで11人が軽症を負うという事故が発生したものの、予想を上回る240万人が来場し博覧会そのものは成功した（開催年は夏の低温が続き、海水浴が敬遠され当博覧会に人が流れたという条件も重なった）。
当初より博覧会終了後やまびこドームは解体される予定であったが、残して有効活用すべきとの地元住民らの要望がありそのまま残され現在も各種イベントや行事、屋内スポーツ（室内テニスやマレットゴルフなど）に利用されている。
同年の松本城400年祭、翌年の松本空港ジェット化という三つのイベントが一体となって松本市を盛り上げていた。また、松本城400年祭とは合同でイベントFM放送局（アルプスFM）を開設した。